# Внутрішня політика України
Вну́трішня полі́тика Украї́ни — загальний внутрішньополітичний курс держави, сукупність напрямків її діяльності, структур та інститутів щодо організаційного, конкретно-змістовного вислова інтересів народу з метою створення умов для нормального людського життя, збереження чи реформування наявного суспільного та державного ладу.

## Незалежність і завдання
Проголошення незалежності України поставило перед суспільством складні завдання: будівництво демократичної держави, створення потужної ринкової економіки, національного та культурного відродження, інтеграції у світове співтовариство, налагодження міжнародних відносин.

24.08.1991 Верховна Рада України. Національний український прапор вносять лідери РУХу: Вячеслав Чорновіл, Іван Заєць, Микола Поровський та інші.

Правовою основою для будівництва повноцінної держави стали Декларація про державний суверенітет України, Акт проголошення незалежності України, Всеукраїнський референдум і вибори Президента України 1 грудня 1991 р.
Основними проблемами створення української держави були перехід від статусу союзної республіки до незалежної держави, реформування старих органів влади і створення нових, брак досвіду і професійних кадрів.
Етапи державного будівництва: створення законодавчої бази (Декларація прав національностей України, Закони «Про громадянство України», «Про свободу совісті та релігійні організації», «Про вибори народних депутатів України» тощо. Вершиною законотворчого процесу стало прийняття Конституції України (28 червня 1996 р.)

### Конституція 1996 року

#### Передумови
У червні 1991 р. Верховна Рада прийняла концепцію майбутньої Конституції і створила Конституційну комісію. Перший проєкт був винесений на обговорення в червні 1992 р., в ході якого отримано понад 47 000 зауважень і пропозицій. Свої проєкти Конституції розробляли політичні партії і окремі вчені. Протягом 1990-1996 рр. було запропоновано 15 проєктів Основного закону. Деякі з них були прямо протилежними (наприклад, варіант Конституції, запропонований фракцією комуністів і проєкт Конгресу українських націоналістів). Виникали спірні питання про механізм прийняття Конституції, про форму державного правління (президентська, парламентська чи президентсько-парламентська республіка), формах власності, державну мову, символіку, статус Республіки Крим тощо. Розгляд проєкту Основного закону тривав 3 місяці, він пройшов 3 читання. 28 червня 1996 р. Верховна Рада прийняла нову Конституцію. Цей день є офіційним святом — Днем Конституції України. Конституція складається з преамбули та чотирнадцяти розділів (161 стаття).

#### Документи
Юридичні документи Київської пори і польсько-литовського періоду:
- «Правда Ярослава», «Руська правда»;
- Магдебурзьке право, Литовські статути (1529, 1566, 1588 рр.);
- Березневі статті 1654 р., універсали Б. Хмельницького;
- «Пакти і Конституції законів та вольностей Війська Запорозького» (1710, автор - Пилип Орлик).

Документи державних утворень 1917-1920 рр.:
- Чотири універсали Центральної Ради; проєкт Конституції УНР;
- «Закон про тимчасовий державний устрій України» П. Скоропадського;
- Правові документи Директорії;
- Тимчасовий основний закон ЗУНР.

А також Конституції УРСР 1919, 1929, 1937, 1978 рр.
Після проголошення незалежності перед Україною постало завдання розробки нового основного закону. Конституція УРСР, що діяла до 1996 р., зазнала суттєвих змін. Верховна Рада внесла в неї більше 200 доповнень. В Україні приймалися закони, які нерідко вступали в протиріччя з існуючою Конституцією, що підривало принципи законності, негативно впливало на стабільність у державі.

## Стан економіки

### Характеристика
На початку 1990-х рр. економіка Україна переживала глибоку кризу. Її прояви: закриття підприємств, втрата висококваліфікованих кадрів, зростання цін на продовольчі та промислові товари, інфляція і гіперінфляція (осінь 1992 р. — рівень інфляції 50%, в 1994 р. — 10 200%), падіння курсу рубля, дефіцит продовольчих і промислових товарів, який пояснюється деформованою структурою економіки (на споживчий ринок працювало лише 29% промислового потенціалу, тоді як у розвинених країнах Заходу — 50–60%); низькі зарплати , постійні затримки з виплатою, спад національного доходу (з 1990 р.; в 1992 р. національний дохід, порівняно з 1989 р., скоротився на 1/3), продуктивність праці знизилася на 25%, дохідна частина бюджету була виконана лише на 50%, важкий стан аграрного сектора (колгоспи швидко розвалювалися, створення фермерських господарств йшло важко і повільно, скоротилися посівні площі, поголів'я худоби і птиці).
Одним з факторів, що підсилили кризу української економіки, було різке зростання цін на енергоносії, які імпортувала Україна. Ціни на природний газ виросли в 100, на нафту — в 300 разів.
Ринкові реформи почалися в Україні на початку 1992 року. Українська економіка була тісно пов'язана з російською. Україна в цей період лише пристосовувала її до ринкового господарства сусідніх країн. Для контролю економічних процесів уряд мав мати власну грошову одиницю. У 1992 р. Україна вийшла з рублевої зони і ввела купоно-карбованці як перехідні розрахункові знаки до введення повноцінної валюти - гривні. Однак ввести нову грошову одиницю вдалося лише в 1996 р. після деякої стабілізації економічної ситуації.
Слабкість фінансово-грошової системи призвело до переходу багатьох підприємств на прямий товарообмін — бартер. В результаті різко скоротилися надходження податків до державного бюджету. Катастрофічно росли неплатежі за надані послуги, почалися постійні затримки заробітної плати (іноді зарплата просто не виплачувалася) різко впав рівень життя.

### 1999-2019
У жовтні 1994 р. Президент України Леонід Кучма запропонував програму економічних перетворень: відпуск цін, обмеження дефіциту бюджету, запровадження вільної внутрішньої та зовнішньої торгівлі, проведення строгої монетарної політики, масова приватизація великих підприємств, проведення земельної реформи.
Цю програму схвалила Верховна Рада. Програма була позитивно оцінена на Заході: США і Європейський Союз надали значну фінансову допомогу в її реалізації, прямі іноземні інвестиції зросли з $484 млн в 1994 р. до $3122 млн в 1999 р. За рахунок іноземних кредитів та інвестицій Україні вдалося зупинити спад виробництва, почати його реконструкцію та переоснащення, скоротити безробіття.
Держава знизила максимальну ставку податків з фізичних осіб, знизився податок на прибуток і на додану вартість, що призвело до пожвавлення діяльності малого й середнього бізнесу. Прискорилася приватизація. У 2000 р. близько 70% обсягу промислової продукції вироблялося на недержавних підприємствах.
Вжиті заходи дали позитивний результат. У 1998 р. спад виробництва був припинений і почалося його поступове зростання. У 2003 р. він склав 15,8%. Україна відмовилася від іноземних позик і успішно почала виплачувати зовнішній борг.
Досягти позитивних результатів вдалося завдяки вирішенню наступних завдань: відновлені зовнішньоекономічні зв'язки, зокрема з країнами СНД, збільшений експорт деяких видів української продукції в розвинені країни, перехід багатьох підприємств у приватну власність, що дозволило налагодити випуск необхідної продукції, стабілізація фінансової системи держави.

## Освіта та наука
На початку 1992 р. Верховна Рада прийняла закон «Основні законодавства про культуру», де викладено основні напрямки культурного будівництва. У цьому документі культура розглядається як один з головних чинників національного відродження, збереження національної самобутності українців та представників національних меншин, що населяють Україну. Україна — держава з багатонаціональним складом, широким спектром релігійно-політичних і релігійно-культурних відмінностей, релігійною неоднорідністю. Тому духовно-культурна сфера може функціонувати лише як плюралістична. Такий підхід забезпечує кожній особистості і певним соціально-політичним і релігійним групам вибір ідеології, змісту та форм культурної діяльності.
Разом з тим, в умовах ринкової економіки зменшуються можливості держави з фінансуванням культури. Таким чином, позбувшись ідеологічного підпорядкування правлячої партії, культура потрапила в жорсткі лещата фінансової залежності.